# 김성민 (1990년)
김성민(한국 한자: 金成民, 1990년 9월 27일 ~ )은 대한민국의 전 축구 선수이며, 포지션은 수비수였다.